# Mini Jakobsen
Jahn Ivar „Mini“ Jakobsen (* 8. November 1965 in Gravdal, Norwegen) ist ein ehemaliger norwegischer Fußballspieler. Er spielte unter anderem bei FK Bodo-Glimt, Rosenborg und den Berner Young Boys. Er galt zu seiner Zeit als einer der talentiertesten Stürmer der norwegischen Geschichte und spielte 65-mal in der norwegischen Nationalmannschaft.

## Werdegang
In seiner Jugend spielte er bei den Klubs I.K. Junkeren und Grand Bodø IK. 1984 wechselte er zum FK Bodo/Glimt. Dort spielte er vier Jahre lang. Danach wechselte er zu Rosenborg Trondheim und wurde mit ihnen bereits in der ersten Saison norwegischer Meister. Im Jahr 1990 wechselte Jakobsen zu den Berner Young Boys. Nach den Stationen Deutschland und Belgien ging er zurück nach Trondheim und beendete seine Karriere 1999, nachdem er mit diesen nochmal Meister und Cupsieger wurde.
Nach dem Ende seiner aktiven Karriere spielte er ab 2002 bis heute Beachsoccer. Im Juni 2008 machte er zudem die Trainer-Ausbildung und hält die norwegische Trainer-3-Lizenz.

## Erfolge
- Norwegischer Meister: 1988, 1990, 1995, 1996, 1997, 1998 und 1999.
- Norwegischer Pokalsieger: 1988, 1990, 1995 und 1999.